# نورييل روبيني
نورييل روبيني (بالإنجليزية: Nouriel Roubini)(من مواليد 29 مارس 1958) هو خبير اقتصادي أمريكي. يدرّس في كلية ستيرن للأعمال بجامعة نيويورك ورئيس مجلس إدارة شركة روبيني ماكرو أسوشيتس، وهي شركة استشارية اقتصادية. هو طفل لوالدين يهوديين إيرانيين، وُلد في تركيا ونشأ في إيطاليا. بعد حصوله على درجة البكالوريوس في الاقتصاد السياسي من جامعة بوكوني وميلانو وشهادة الدكتوراه في الاقتصاد الدولي من جامعة هارفارد، أصبح نورييل أكاديميًا في جامعة ييل وباحثًا ومستشارًا لصندوق النقد الدولي، نظام الاحتياطي الفدرالي، البنك الدولي، وبنك إسرائيل. ركّزت معظم  أبحاثه المبكرة على الأسواق الناشئة. أثناء فترة حكم الرئيس بيل كلينتون، كان نورييل كبير الاقتصاديين في مجلس المستشارين الاقتصاديين، وانتقل لاحقًا إلى وزارة الخزانة الأمريكية ليكون مستشارًا أكبر لتيموثي غيثنر، الذي أصبح في عام 2009 وزيرًا للخزانة الأمريكية.

## حياته المبكّرة وتعليمه
ولد نورييل روبيني في إسطنبول، تركيا، لوالدين يهوديين إيرانيين. عندما كان رضيعًا، عاشت أسرته لفترة قصيرة في إيران وإسرائيل. أقام في إيطاليا من عام 1962 إلى عام 1983، وخاصة في مدينة ميلانو، حيث التحق بالمدرسة اليهودية المحلية ثم بجامعة بوكوني، وتحصل على شهادة البكالوريوس بامتياز في الاقتصاد. حصل على الدكتوراه في الاقتصاد الدولي من جامعة هارفارد في عام 1988، وكان جيفري ساكس مرشدًا له. نورييل، هو مواطن أمريكي ويتحدّث الإنجليزية، الفارسية، الإيطالية، العبرية والقليل من الفرنسية. وهو ابن عم خبير التكنولوجيا البارز والمحلل التقني السابق لمجلة بيسي، جوناثان روبيني.

## مهنته

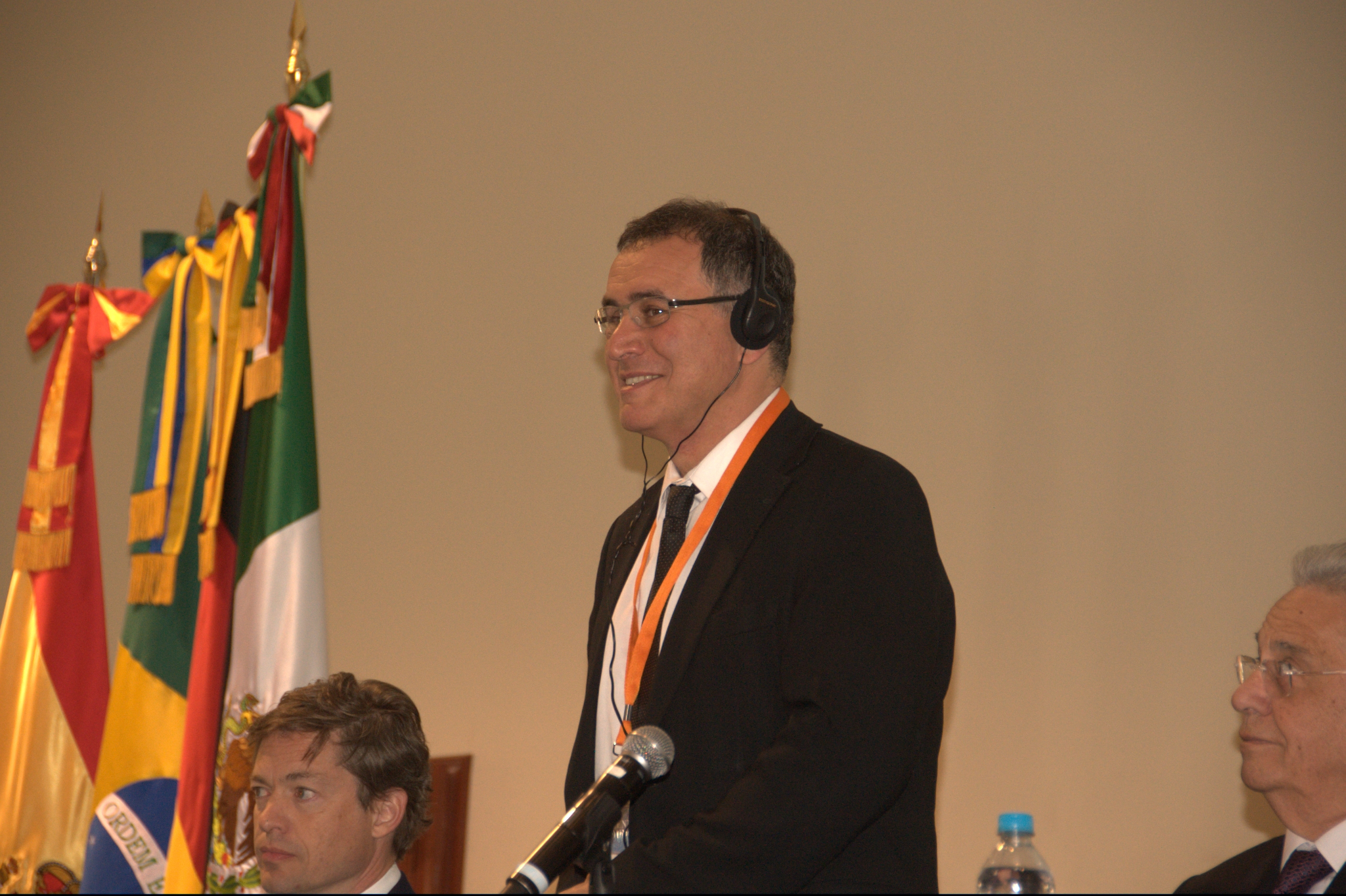
الخبير الاقتصادي نوريل روبينى في مؤتمر الحوكمة العالمية بجامعة ITESM في مدينة مكسيكو

خلال معظم فترة التسعينيات، جمع روبيني بين الأبحاث الأكاديمية وصنع السياسات من خلال التدريس في جامعة ييل ثم في نيويورك، بينما كان يعمل أيضًا في صندوق النقد الدولي، نظام الاحتياطي الفدرالي، البنك الدولي وبنك إسرائيل. وهو حاليًا أستاذ في كلية شتيرن للأعمال بجامعة نيويورك. ساعدته دراسته الطويلة فيما يتعلق بانفجار الأسواق الناشئة في آسيا وأمريكا اللاتينية، على اكتشاف كارثة الولايات المتحدة التي كانت تلوح في الأفق. وقال: «لقد درست الأسواق الناشئة لمدة 20 عامًا، ورأيت نفس الإشارات في الولايات المتحدة التي رأيتها فيها، وهي أننا في فقاعة ائتمانية هائلة». انضم بحلول عام 1998، إلى حكومة كلينتون، ليكون خبيرًا اقتصاديًا أولاً في مجلس المستشارين الاقتصاديين بالبيت الأبيض، ثم انتقل إلى وزارة الخزانة متحصلًا على منصب المستشار الأكبر لتيموثي غايتنر، ثم وكيل وزارة الشؤون الدولية، الذي أصبح وزيرًا للخزانة في عام 2009، في فترة حكم أوباما. عاد روبيني إلى صندوق النقد الدولي في عام 2001 ليكون عالمًا زائرًا بينما كان يكافح أزمة مالية في الأرجنتين. وقال انه ساعد في كتابة كتاب يتعلق بإنقاذ الاقتصادات المفلسة بعنوان «عمليات الإنقاذ أو الكفالات الإضافية» وأطلق شركته الاستشارية الخاصة. وهو أيضًا مساهم منتظم في مشروع الاتحاد المالي منذ عام 2007.

### قدوته
ينسب روبيني فهمه الاقتصادي، إلى عدد من الاقتصاديين. فقال: « كان لشخص واحد تأثير كبير عليّ فكريًا، وهو مرشدي في جامعة هارفارد، جيفري ساكس. بالنسبة لي، هو نموذج المثقف العظيم. إنّه أكاديمي صارم وإنسانيّ للغاية، يشارك في العديد من القضايا المهمة مثل الفقر والإيدز وأفريقيا. كما إنه شخص يتمتع بعقل عظيم ومتعلّق للغاية بالعالم. هناك بطل فكريّ آخر، وهو لاري سامرز، الرئيس السابق لجامعة هارفارد، وهو مفكّر وأكاديميّ مذهل، يشارك بعمق في عالم السياسة. عملت معه لسنوات عديدة في وزارة الخزانة الأمريكية أثناء فترة حكم كلينتون.»

### البدوي العالمي
يحب روبيني أن يشير إلى نفسه على أنه «بدوي عالمي»، ويقول: «لا يزال بإمكانك الجلوس وتصفح الإنترنت وتجربة عوالم وأفكار ومجتمعات أخرى. لكنني وجدت أنه لا يوجد شيء أفضل من زيارة بلد مختلف، حتى لو كان لمدة ثلاثة أيام. لا يمكن أن تكون بدويًا عالميًا افتراضيًا فقط، مع وجود نظارات واقية في الواقع الافتراضي. عليك أن تكون هناك. عليك أن تراها وتشمها وتعيشها. عليك أن ترى الناس، أن تسافر، وأن تتفاعل.» ولتلبية هذه الرغبة بصفة جزئية على الأقل، أنشأ نورييل شركة «روبيني جلوبال إيكونوميكس»، وهي شركة استشارية اقتصادية للتحليل المالي. في وصفه للغرض من «الشاشة»، قال: «العالم هو منزلي، لذا فإن كل شيء عن المجتمع والثقافة - بغض النظر عن مدى صغره - يستحق المعرفة. أنا مدمن معلومات ووضعت شاشة كبيرة لجمع معلومات حول ما يحدث حول العالم.» وفي حديثه عن التأثيرات المبكرة في حياته، قال روبيني: «لقد ولدت لعائلة يهودية أرثوذكسية نسبيًا في إيران، وعشت في إسرائيل وتركيا، ثم انتقلت إلى إيطاليا عندما كنت طفلاً. في سن السادسة، وبدلاً من الذهاب إلى يشيفا (مدرسة يهودية دينية)، ذهبت إلى مدرسة يهودية علمانية حيث تفاعلت مع أطفال من جميع أنواع الخلفيات العرقية والدينية. لو ذهبت إلى مدرسة يهودية أرثوذكسية، لربما كنت أرثوذكسيًا اليوم  وليس عالميًا». أعلن روبيني على تويتر في أوائل عام 2014، ممارسته الجديدة لتقنية التأمل التجاوزي. ينتمي روبيني أيضًا، لأعضاء مجلس القرن الحادي والعشرين لمعهد بيرغروين.

### الاستثمارات الشخصية
خلال مقابلة في يونيو 2009، سُئل عن نفقات نمط حياته الشخصية والاستثمارات الأخرى. قال: «أوفر حوالي 30٪ من دخلي بانتظام. وبصرف النظر عن الرهن العقاري، ليس لدي أي ديون أخرى.  لم تؤثر أزمة الائتمان عليّ كثيرًا. لقد عشت دائمًا في حدود إمكانياتي، ولحسن الحظ، لم أكن أبدًا عاطلا عن العمل. أودّ أن أقول إنني شخص مقتصد - لا أمتلك أي أذواق غالية الثمن. لا تحتاج إلى إنفاق الكثير للاستمتاع بالأشياء». وعندما سُئل عما إذا كان يستثمر في الأسهم، أجاب: «ليس كثيرًا هذه الأيام. اعتدت امتلاك الكثير من الأسهم سابقا- حوالي 75 ٪ - ولكن على مدى السنوات الثلاث الماضية، امتلكت حوالي 95 ٪ نقدا و 5 ٪ في الأسهم. لا تتحصل على الكثير من المال عند الإدخار في هذه الأيام،  ولكن ربح  0٪ أفضل من خسارة 50٪. لا أؤمن باختيار الأسهم أو الممتلكات الفردية. لا تستثمر أموالك كما لو كنت تقامر في الكازينو. بيع وشراء الأسهم الفردية هو مضيعة للوقت».

### التوقّعات الاقتصادية
يعد روبيني  أحد الاقتصاديين القلائل الذين توقعوا انهيار فقاعة الإسكان في 2007-2008. وقد حذر من هذه الأزمة عند كتابته لجريدة صندوق النقد الدولي في عام 2006.  وأكسبته توقعاته عدة  أسماء مستعارة انتشرت في  وسائل الإعلام، مثل «د. دووم» و «الدب بيرم».  كتبت مجلة «الحظ» في عام 2008: «أشار روبيني في عام 2005، إلى إمكانية غرق البلاد اقتصاديًا في المستقبل القريب، نظرًا لتخبط  أسعار المنازل في موجة مضاربة. في ذلك الوقت، سُمي الأستاذ بكاساندرا. أما الآن فيدعى بالحكيم.» تشير صحيفة نيويورك تايمز إلى أنه توقع أيضًا «تخلف مالكي المنازل عن سداد القروض العقارية،  مما سيؤدي إلى انهيار اقتصادي في جميع أنحاء العالم، وتوقف النظام المالي العالمي، نظرًا لدعم الرهن العقاري مليارات من الدولارات».  حذر نورييل في سبتمبر 2006، صندوق النقد الدولي المتشكك من «فرضية مواجهة الولايات المتحدة قريبًا أزمة إسكانية فريدة من نوعها، وصدمة نفطية، وتراجع ثقة المستهلك بشكل حاد، وأخيرًا، ركود عميق». ويضيف بول كروغمان الحائز على جائزة نوبل، كانت توقعات نورييل «غريبة في البداية» لكنها طابقت الواقع وتجاوزته أيضًا.

## روابط خارجية
- نورييل روبيني على موقع الموسوعة البريطانية (الإنجليزية)
- نورييل روبيني على موقع مونزينجر (الألمانية)
- نورييل روبيني على موقع إن إن دي بي (الإنجليزية)